# 中国造纸学会
中国造纸学会是中华人民共和国造纸科技工作者组成的群众性学术团体，是中国科学技术协会主管的社会团体，1964年6月在北京市成立。